# Thoth (Marte)
Thoth  è una caratteristica di albedo della superficie di Marte.